# Walygator Sud-Ouest
Walygator Sud-Ouest is een Frans attractiepark, geopend in 1992 als Walibi Aquitaine, nabij Agen.

## Geschiedenis
- In 1991 nam de Franse overheid contact op met de Walibi Group. Ze vroegen of ze niet willen participeren in een project in het zuiden van Frankrijk.
- In 1992 ging Walibi Aquitaine open. Het kleinste park uit de groep is snel rendabel en voldeed aan alle verwachtingen. Christophe de Moffarts wordt er directeur.
- In 1996 werd het park uitgebreid met 5 hectare en enkele nieuwe attracties.
- In 1999 werd het park samen met de Walibi Group overgenomen door Six Flags.
- In 2004 werd het park weer overgenomen door StarParks.
- In 2006 werd het park overgenomen door de Franse groep Compagnie des Alpes.
- In 2011 veranderde de naam in Walibi Sud-Ouest.
- In 2013 brandde de hele ingang af.
- In 2014 werd het park verkocht aan de Spaanse groep Aspro Parks.
- In 2017 opende er een waterpark naast het pretpark, welke tegenwoordig Aqualand Agen noemt.[2]
- In 2021 veranderde eigenaar Aspro Parks de naam van het park in Walygator Sud-Ouest.

## Belangrijkste attracties
Bij de naamswijziging van Walibi Aquitaine naar Walibi Sud-Ouest zijn ook enkele attracties van naam veranderd.

### Achtbanen
- Boomerang (was in Zygofolis 1987-1991)
- Coccinelle
- Mine de Thor

### Wildwaterbanen
- Drakkar
- Radja River

### Thrill Rides
- Bateau Pirate
- Dark Tower

### Familieattracties
- Aquachute
- Fandango
- Chaises Volantes
- Galopant
- Merry-go-round
- Grand Toboggan
- Tapis magique
- Labyrinthe Aquatique
- Midgar
- Splash Battle
- Tacots
- Melody Road
- TamTam Tour
- Tea Cup
- Holociné

### Kinderattracties
- Aire des jeux
- Carrousel
- Walibiland

## Galerie

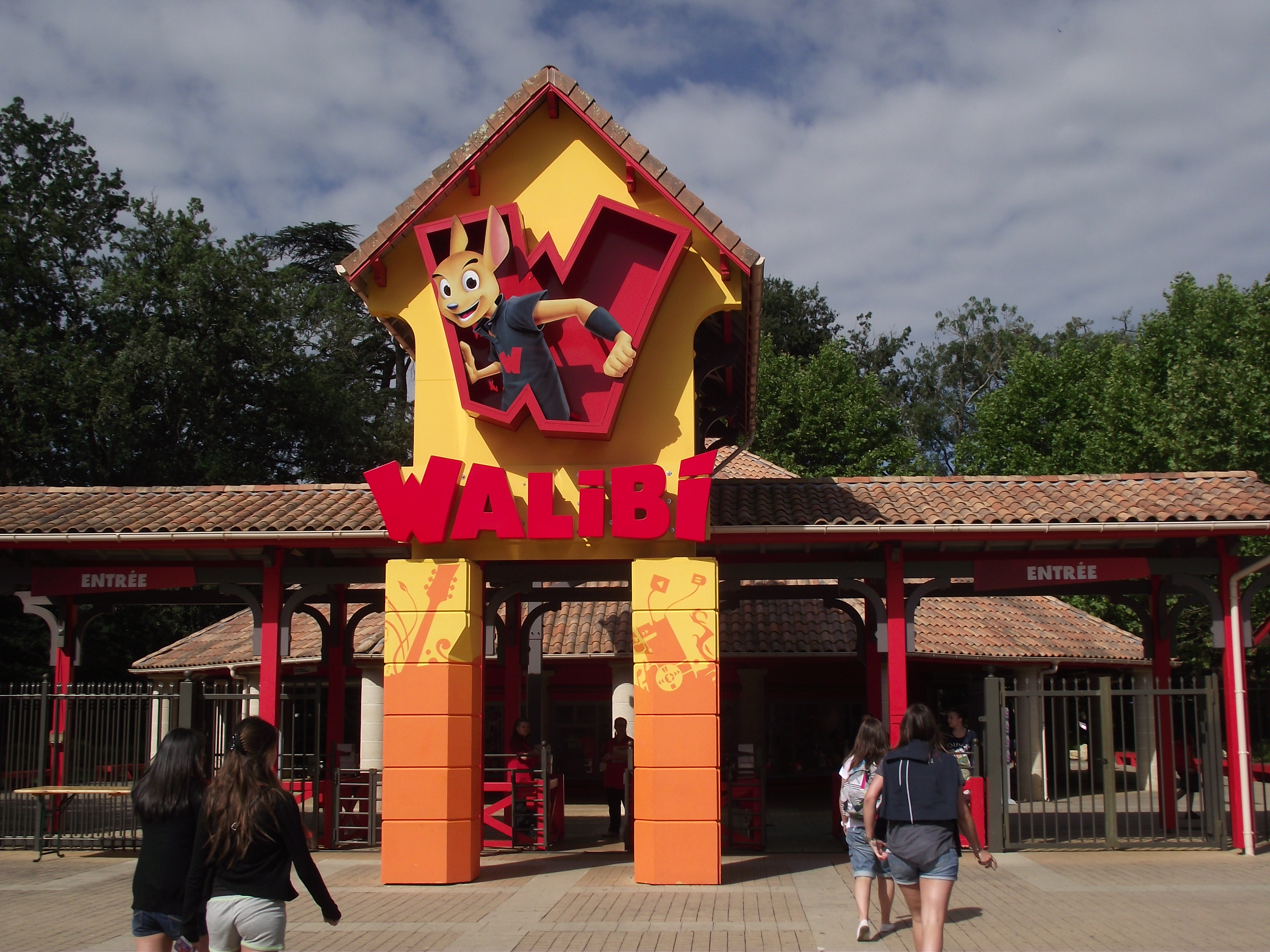
Ingang vanaf 2013 t/m 2020
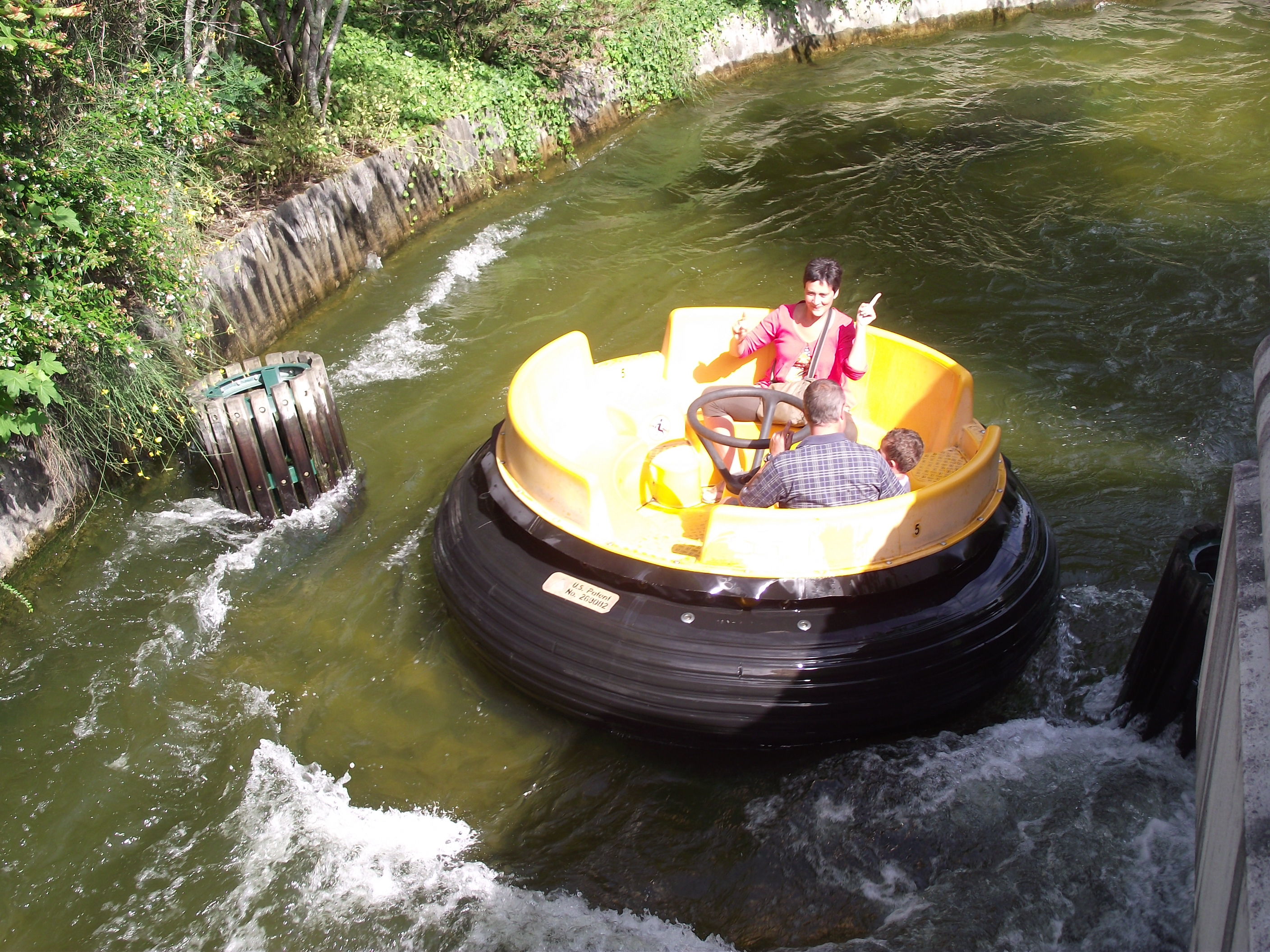
Radja River
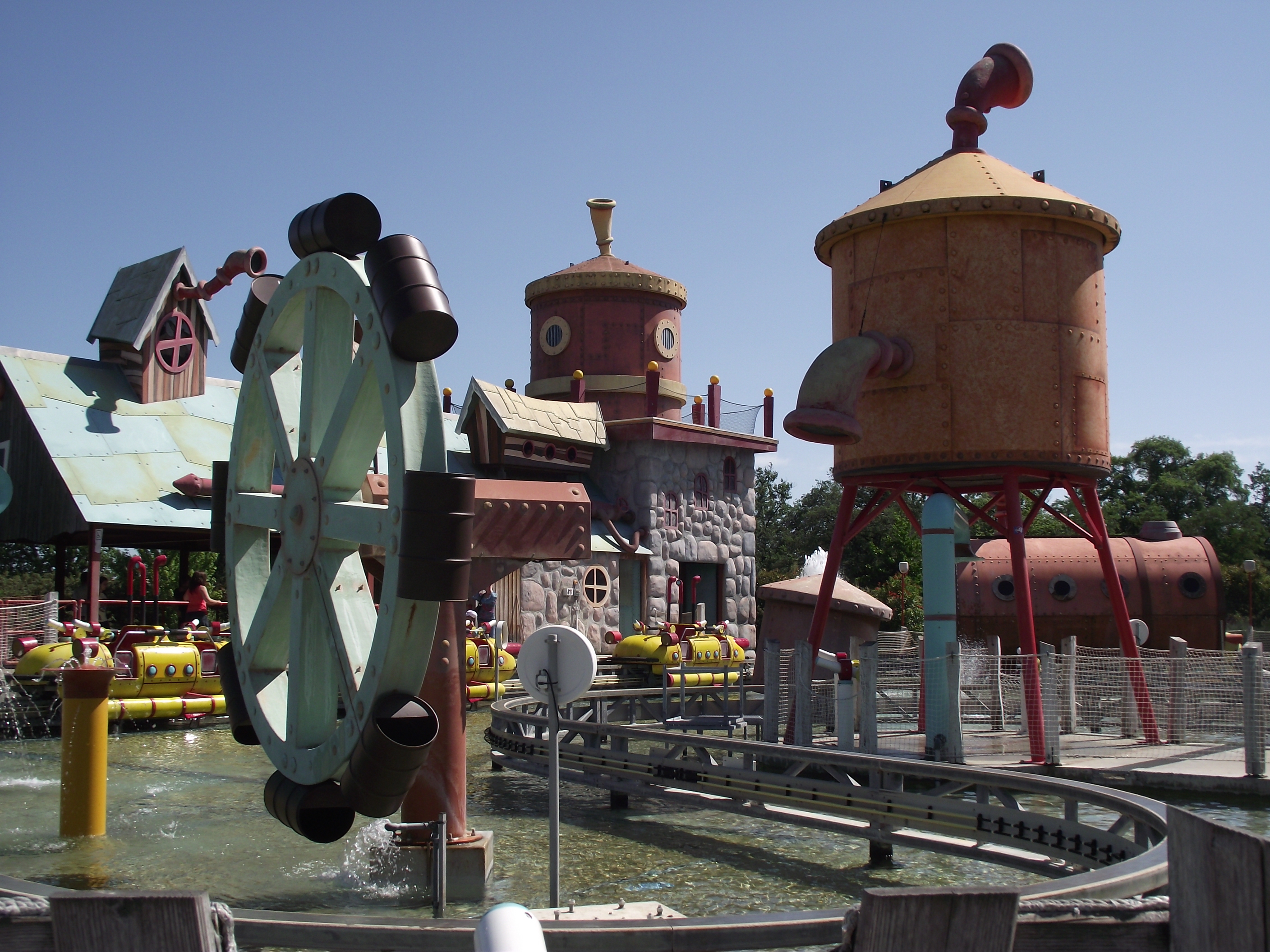
Splash Battle
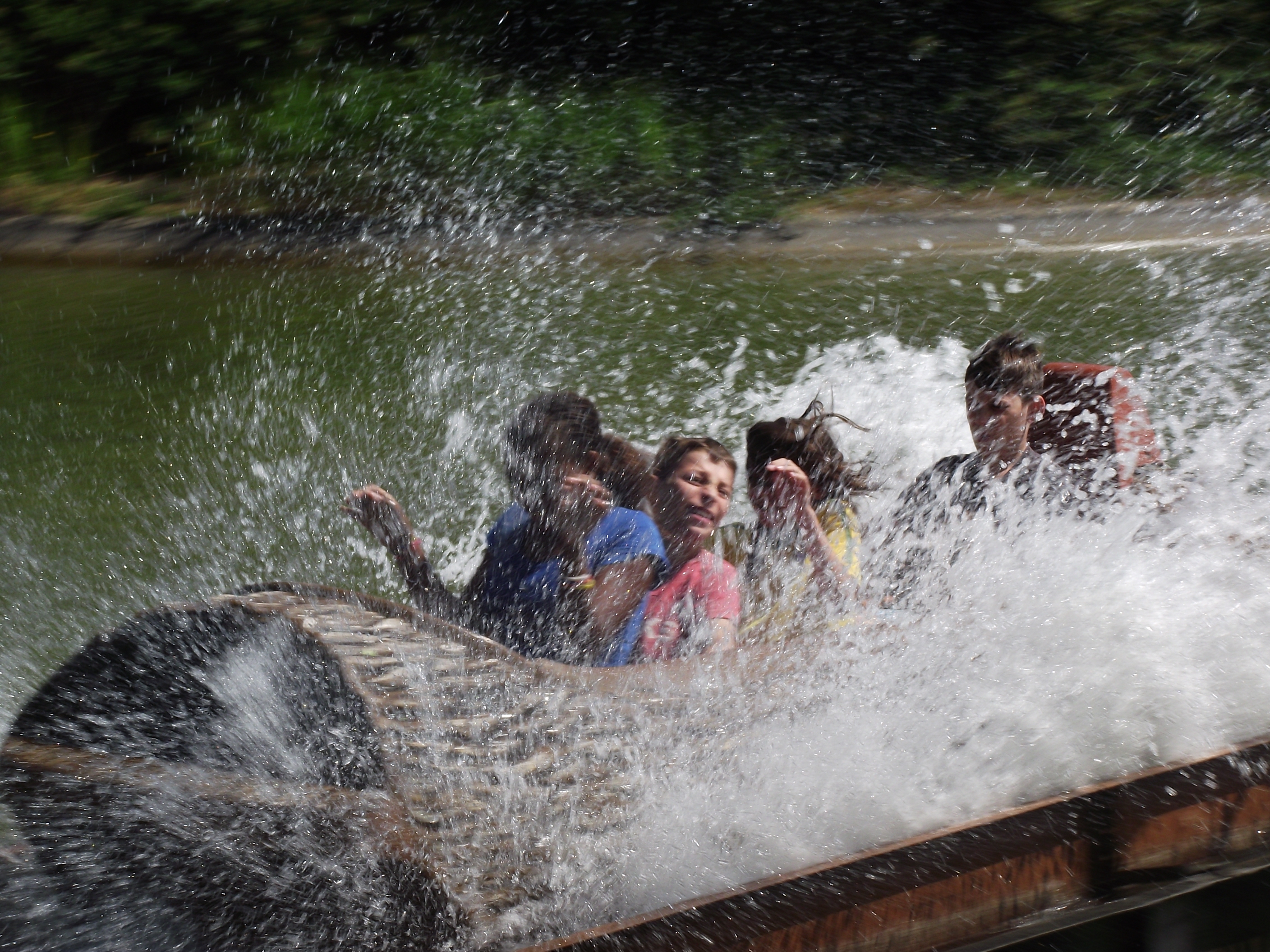
Drakkar (was in Walibi Belgium)
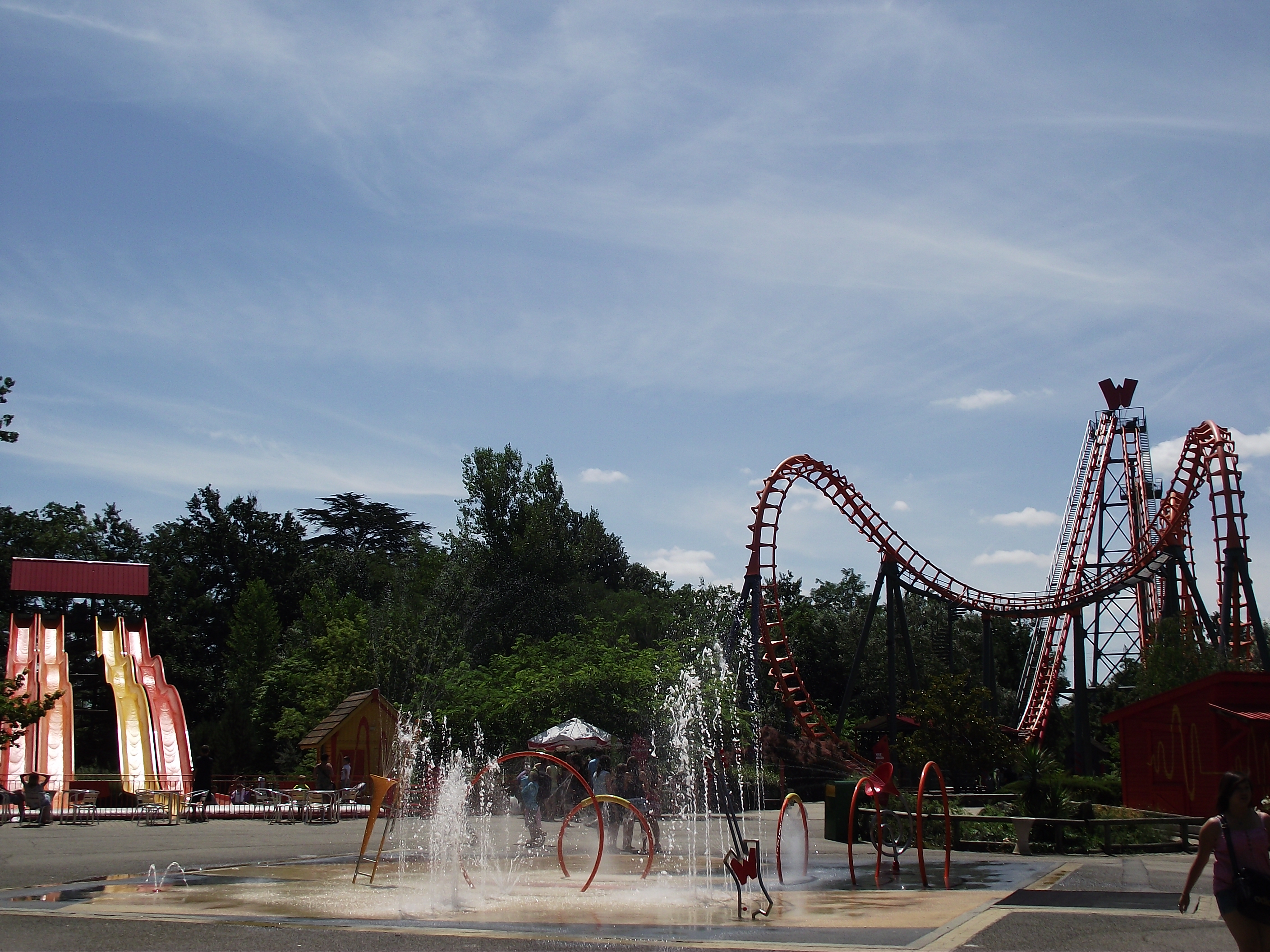
Aquachutes en Boomerang (was in Zygofolis)
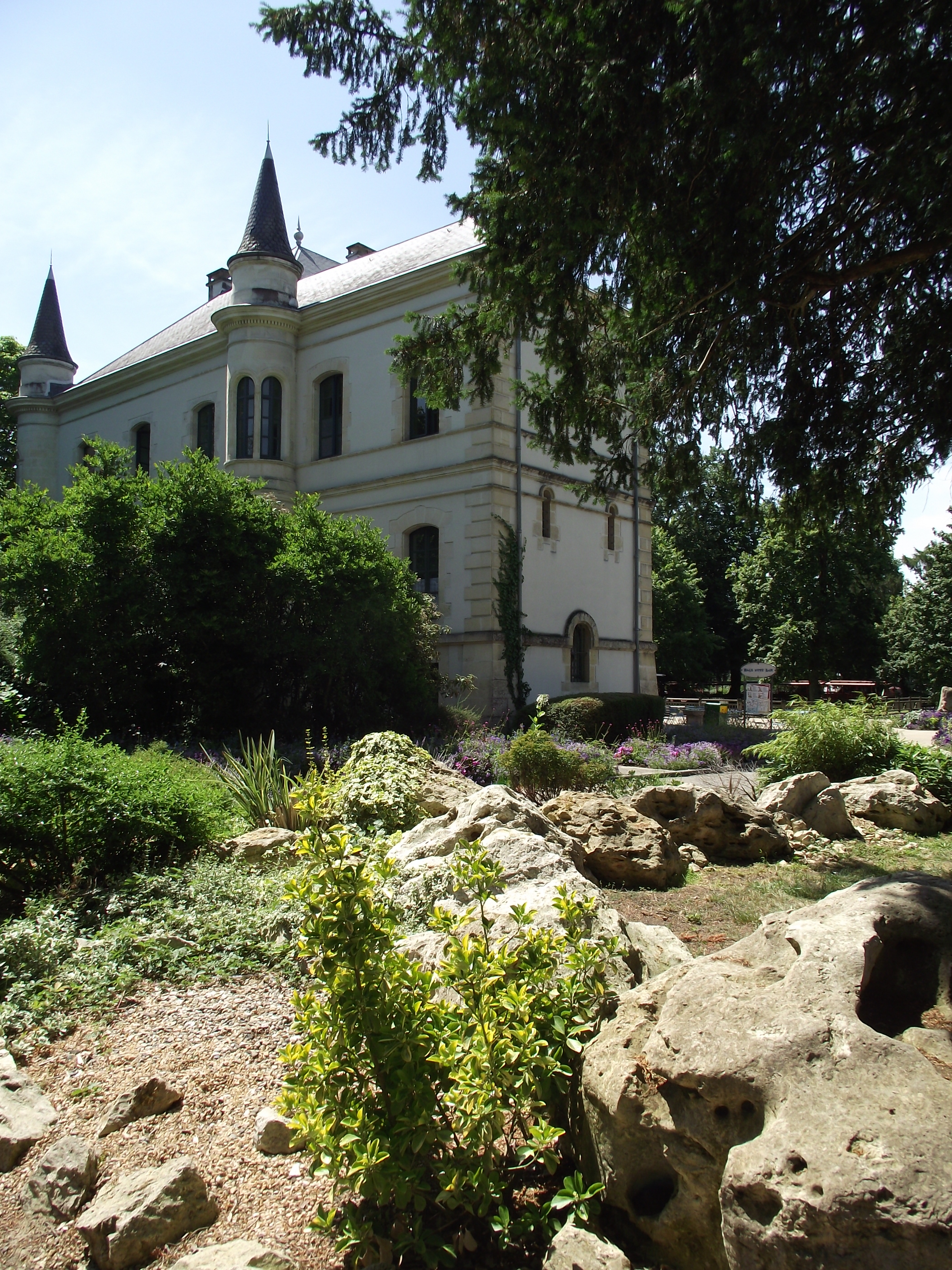
Het kasteel
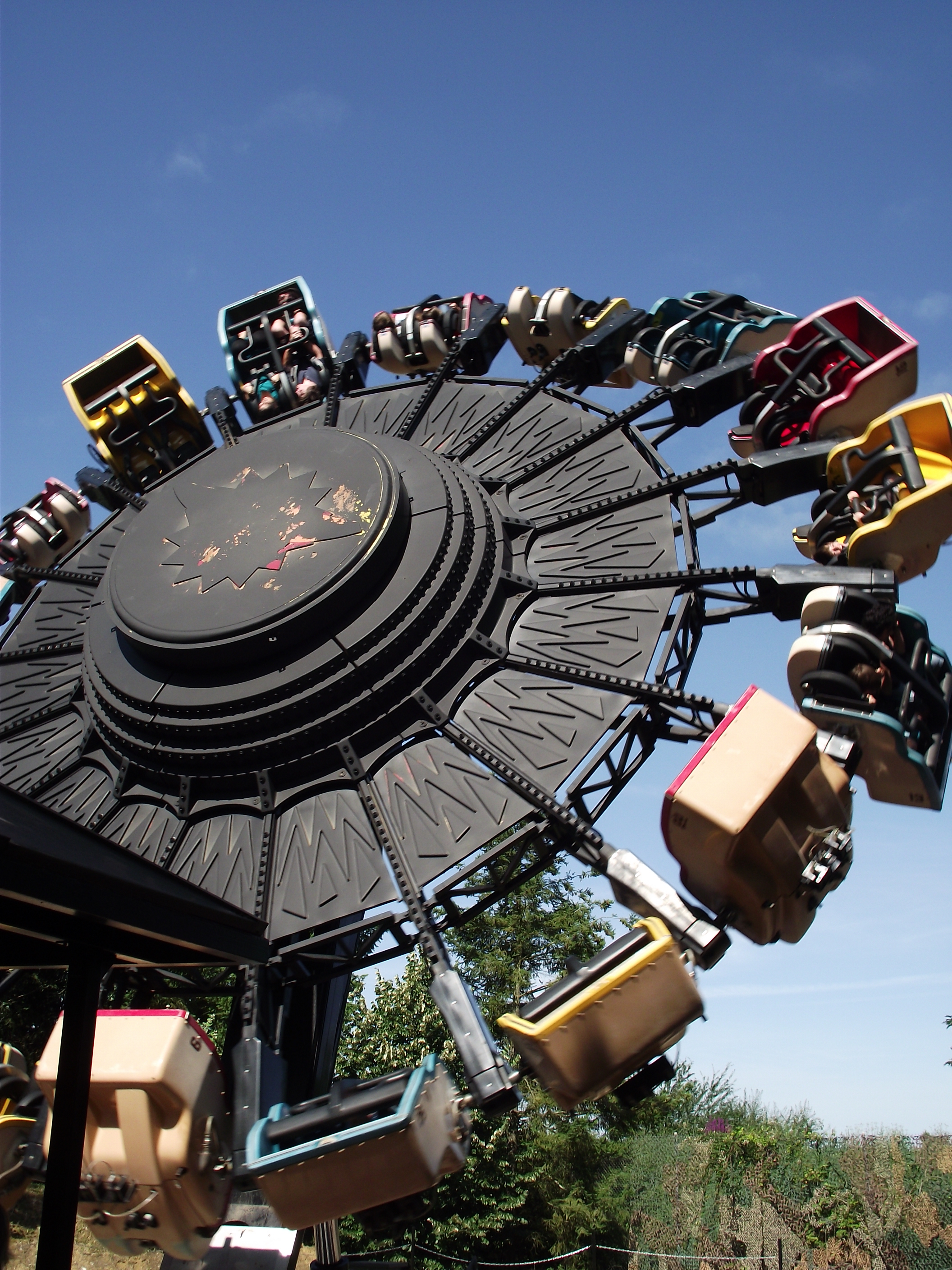
Psyké-Délik (was in Walibi Holland)
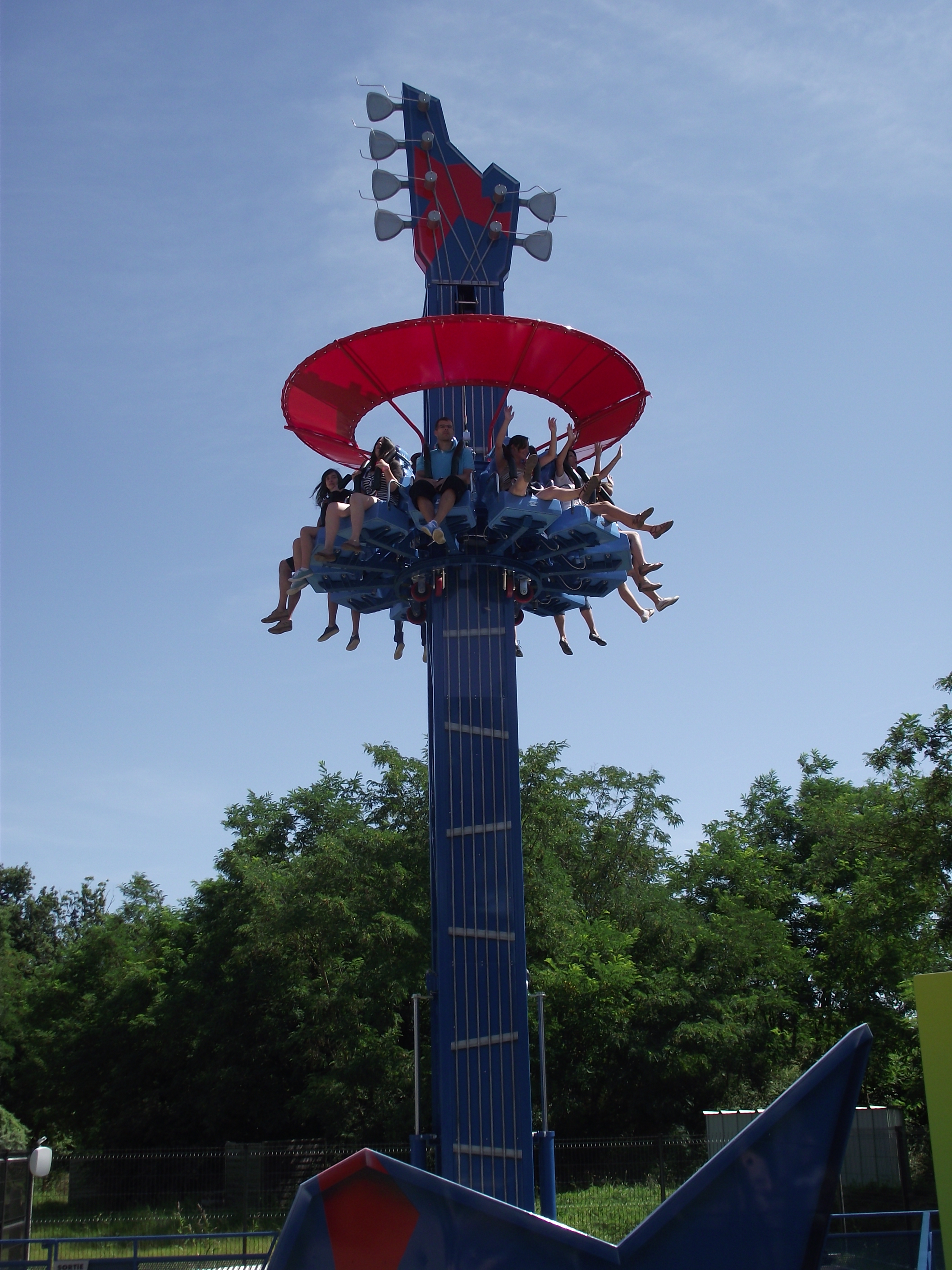
Rock it up
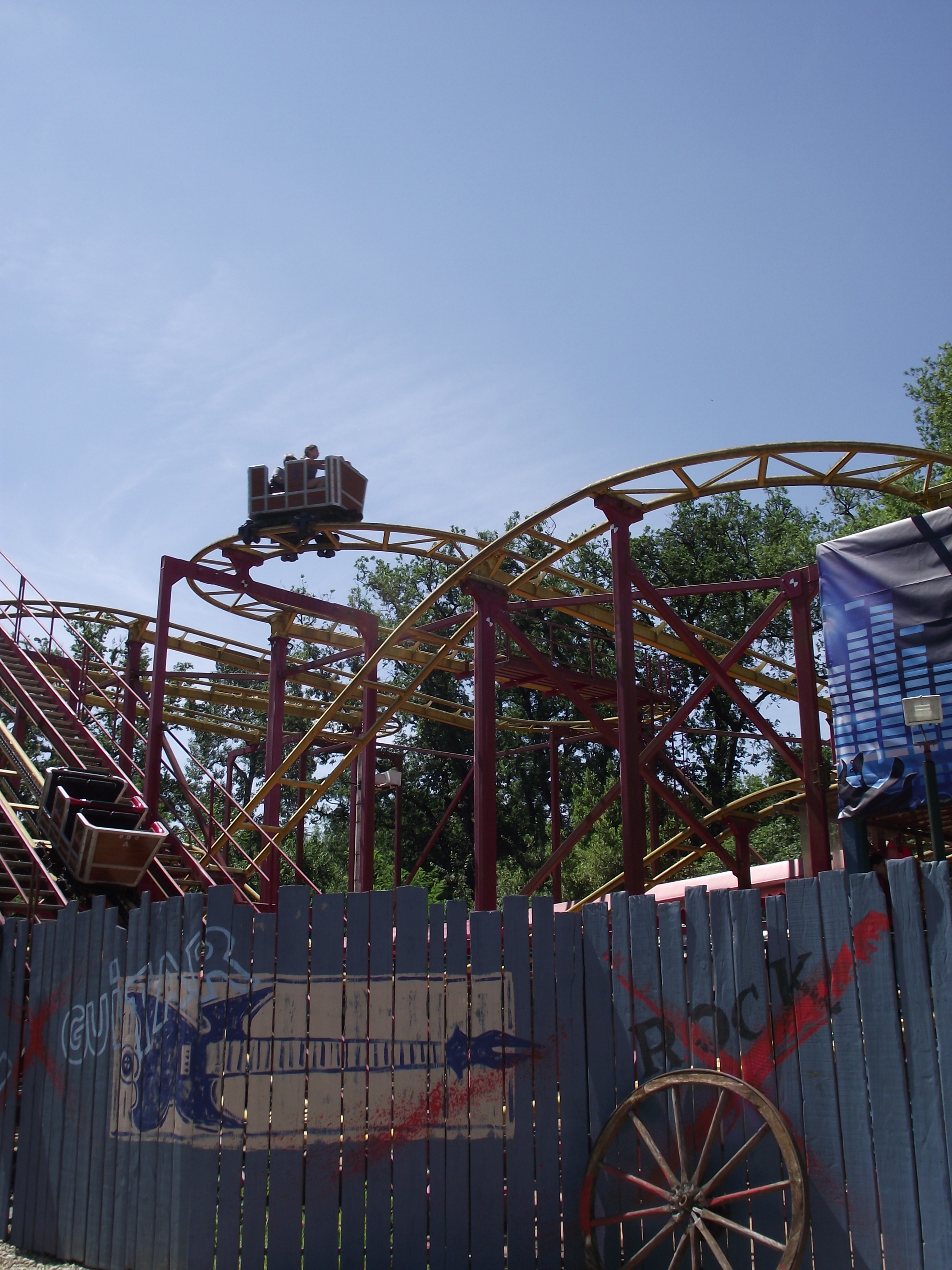
Mine de Thor
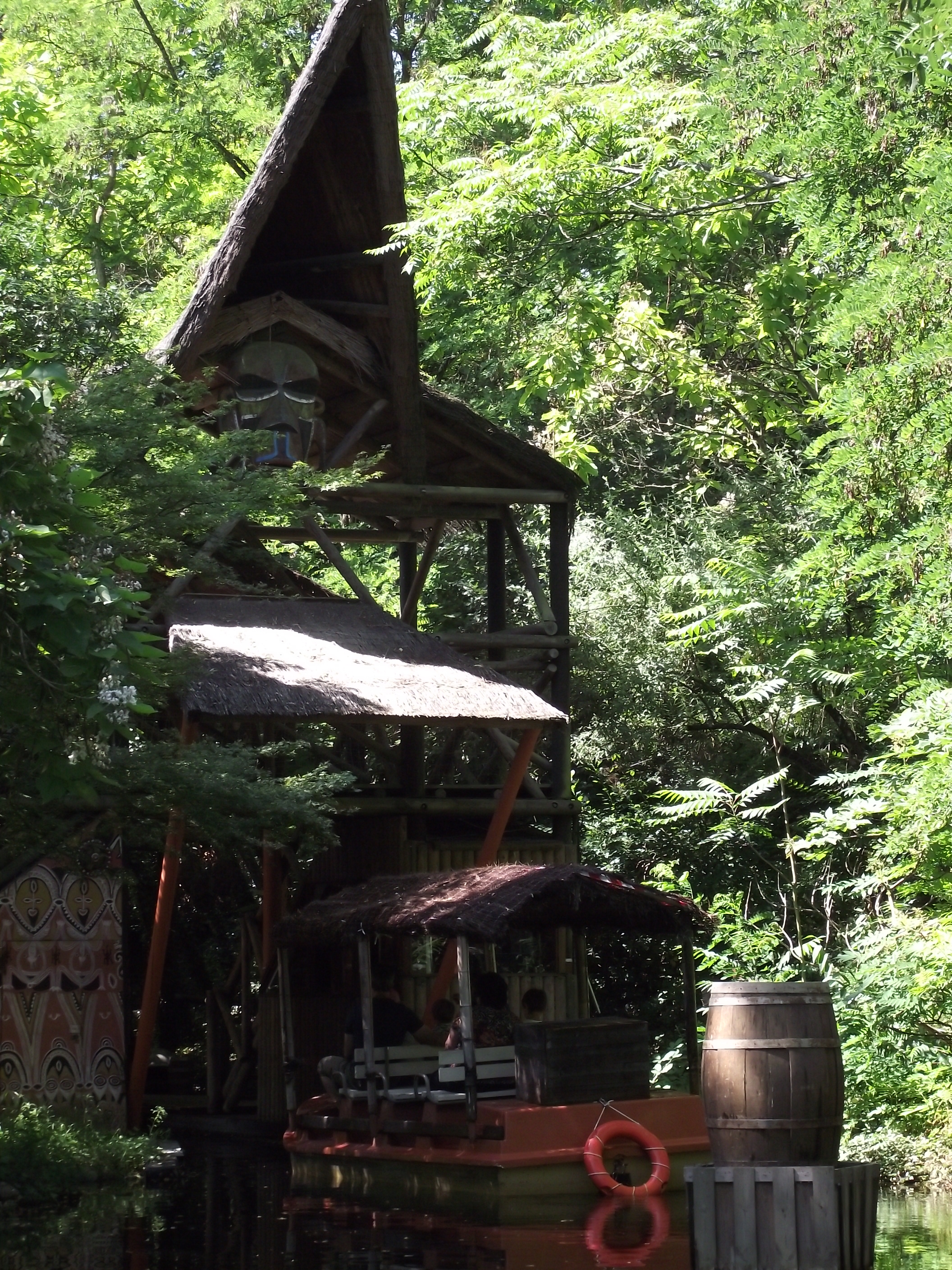
Tam Tam Tour